# Ganzenmarkt 30

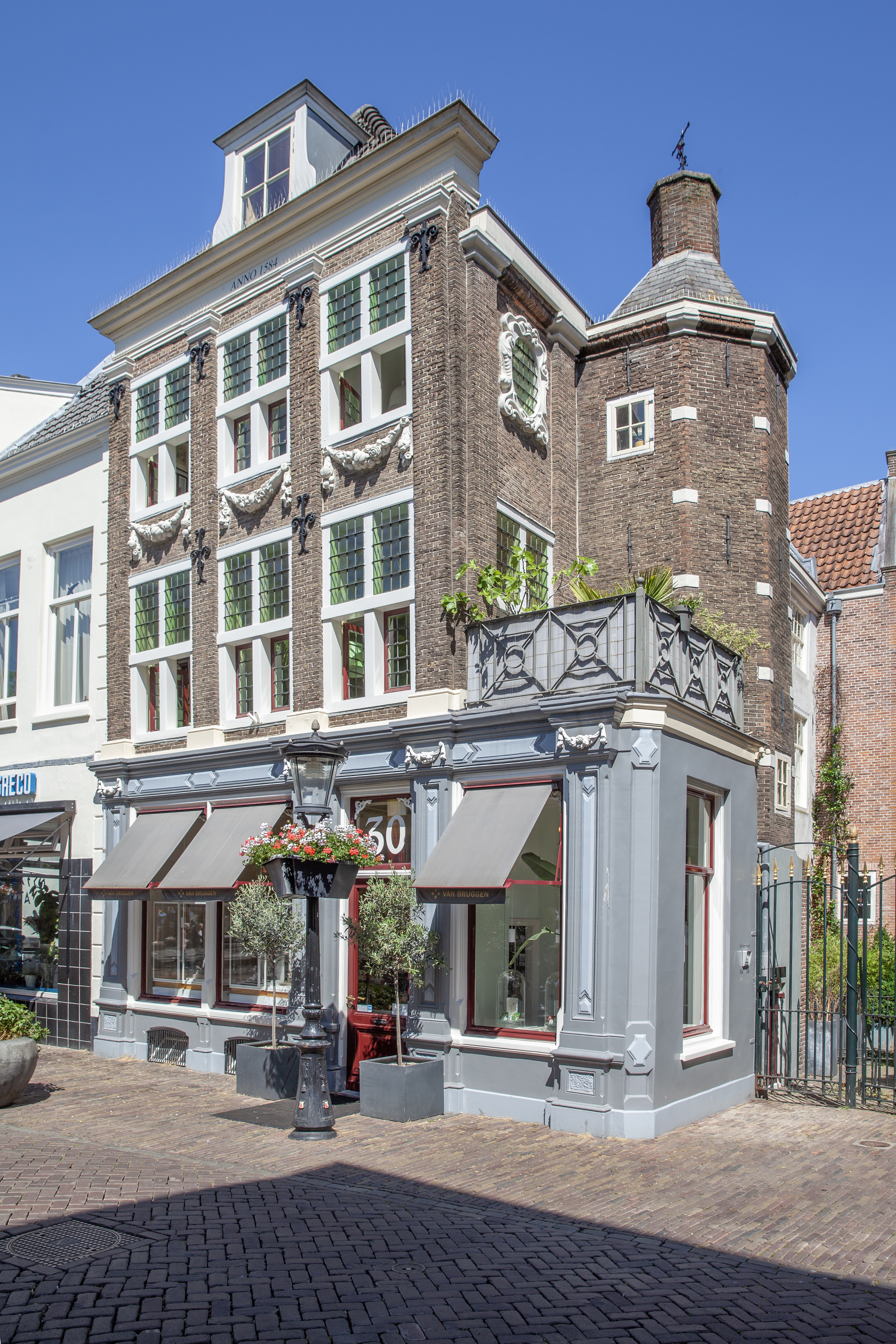
Ganzenmarkt 30 Utrecht

Ganzenmarkt 30 in Utrecht is een Rijksmonument uit 1584. De bouw begon in het jaar 1580.

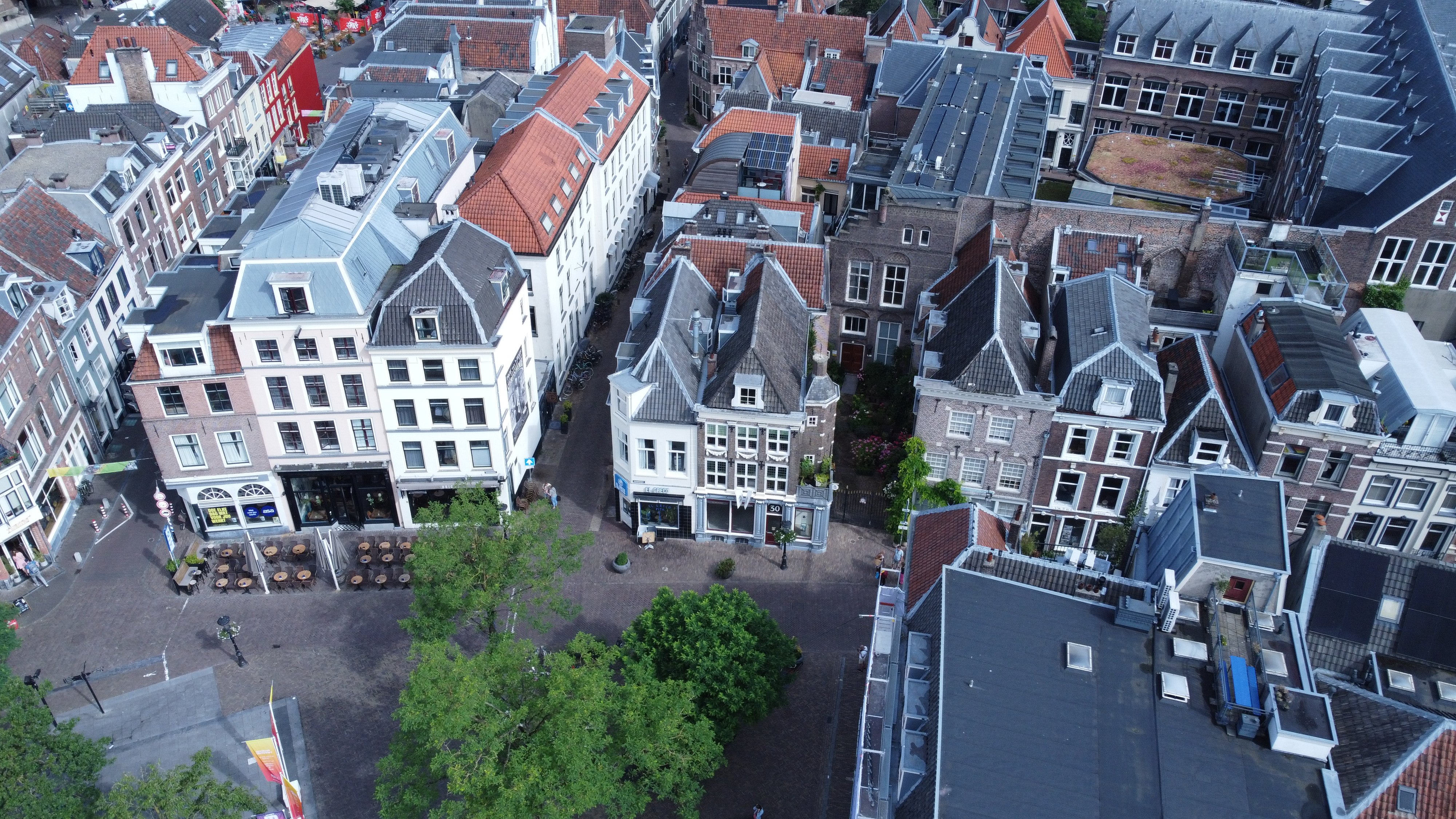
Luchtfoto Ganzenmarkt 30

Dit laatmiddeleeuwse maar classicistisch ogende winkelpand aan de Ganzenmarkt heeft een pilastergevel van de kolossale orde met Dorische kapitelen en een rechte kroonlijst. Onder de ramen op de tweede verdieping zijn zogenaamde guirlandes aangebracht. Verder vallen de zwarte muurankers van het pand op aangezien deze bovengemiddeld sierlijk zijn vormgegeven. De ramen zijn kruisramen met bijzonder groen glas dat stamt uit 1954 toen het pand grondig werd gerenoveerd. Aan de oostzijde van het pand schiet de oeil de boeuf direct in het oog, een pleisterwerk sierraam in ovale vorm. Verder heeft het pand een speciale Utrechtse windwijzer op het torentje staan, wat vrij uniek is.

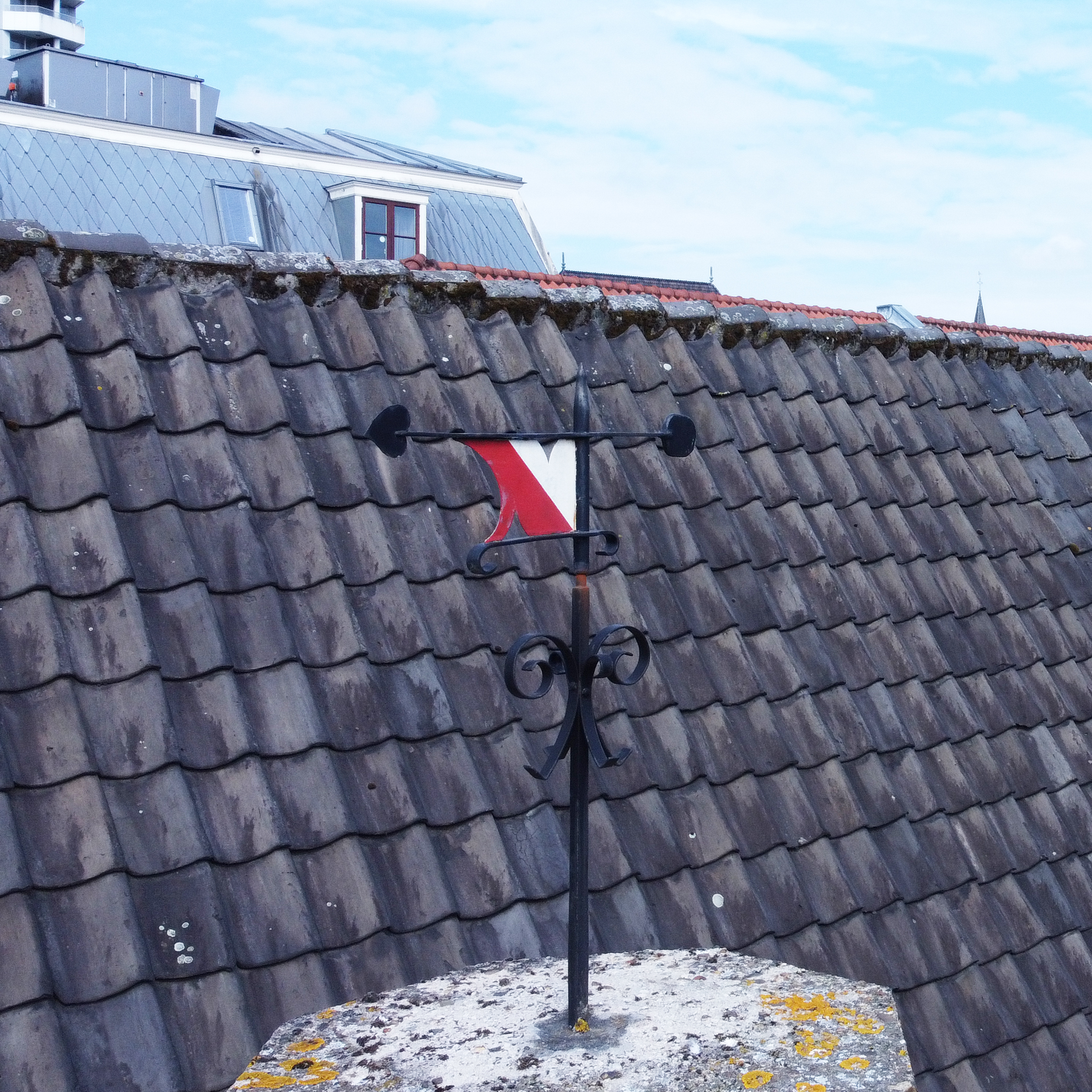
Utrechtse windwijzer

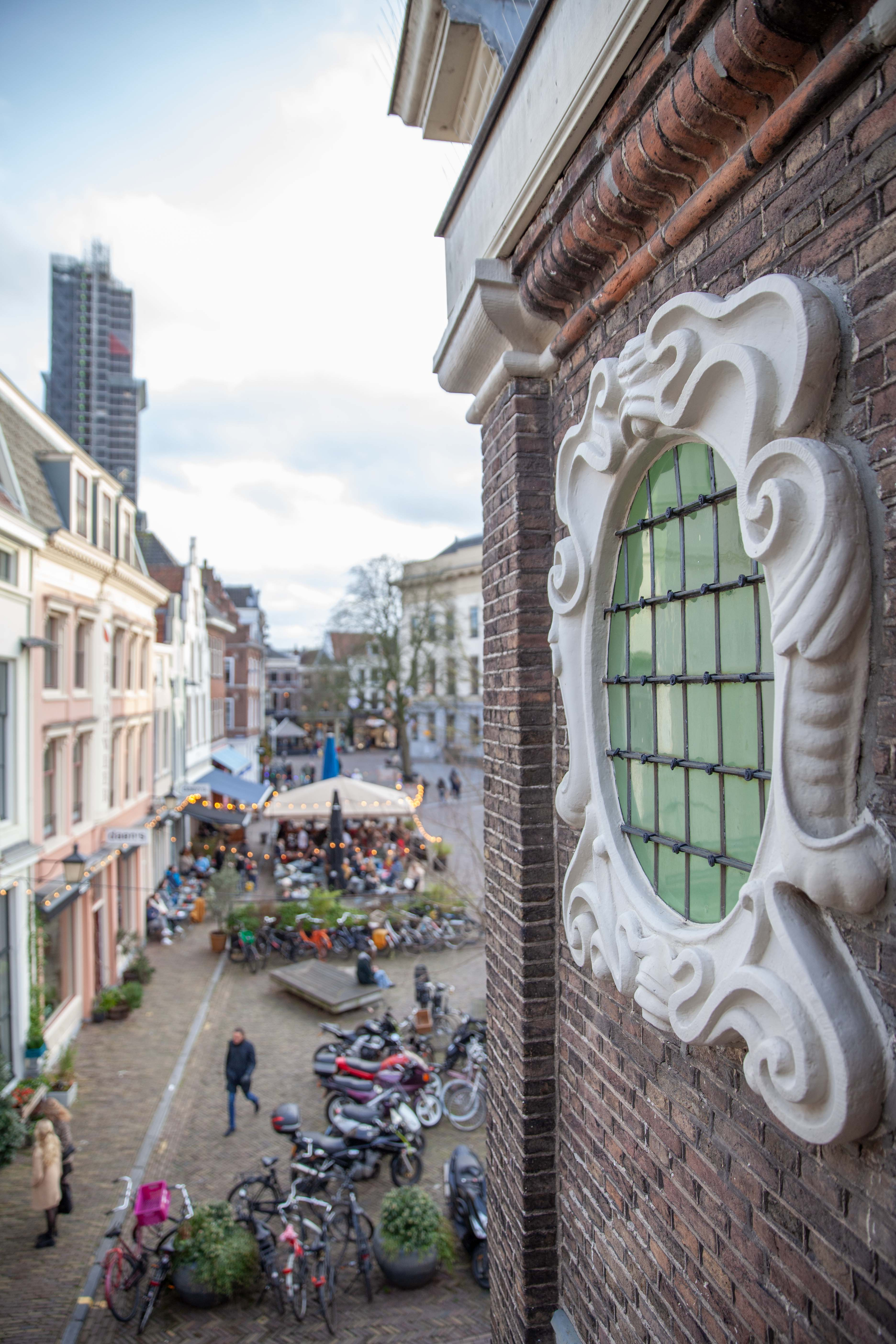
Oeil de boeuf

De Ganzenmarkt 30 staat bekend als één van de twee oudste winkelpanden van de stad dat ook als zodanig is gebouwd. Het andere is de voormalige bakkerij aan de Schoutenstraat 13 met op de gevel 'Tekantjes en Koekbackerij den Dubbelden Arend'.

## Toren uit 1656
Op 5 juli 1656 kreeg de toenmalige bewoner (Everard van Eede) toestemming de toren aan het huis te bouwen.
'‘Everard van Eede boekvercoper, aengaende sijn getimmer van sijn huijs op de Gansenmarkt ende de annexe lootse ende schoorsteen opt plein vant Segelhuijs daer hij genegen was een cierlijke toren ende daer in oock een trap te doen maken, gehoort 't rapport van den Heere'.
De laatste complete renovatie stamt uit het jaar 2009, het pand is toen ruim een jaar lang onder handen genomen door de huidige particuliere eigenaar, waarbij zo veel mogelijk oude elementen zijn hergebruikt. Ook is het oorspronkelijke dakraam dat zichtbaar was op tekeningen uit de 17e eeuw aan de voorzijde teruggeplaatst.

## Winkel geschiedenis
Voor zover bekend hebben er door de jaren heen een herenmode zaak, een drankenhandel, een uitdragerij en juwelier Peter Van Bruggen in gezeten en sinds augustus 2024 huist er een Utrechts koffie proeflokaal van KEEN Coffee. Erboven bevindt zich sinds oktober 2022 een B&B genaamd De Kleine Gans en de ontwerpstudio van Studio Joost Gijzel die zicht richt op hoogwaardige Utrechtse stads souvenirs.